# Aşağıçiftlik, Şanlıurfa
Aşağıçiftlik là một xã thuộc thành phố Şanlıurfa, tỉnh Şanlıurfa, Thổ Nhĩ Kỳ. Dân số thời điểm năm 2011 là 151 người.